# Eliezer Ben-Jehuda

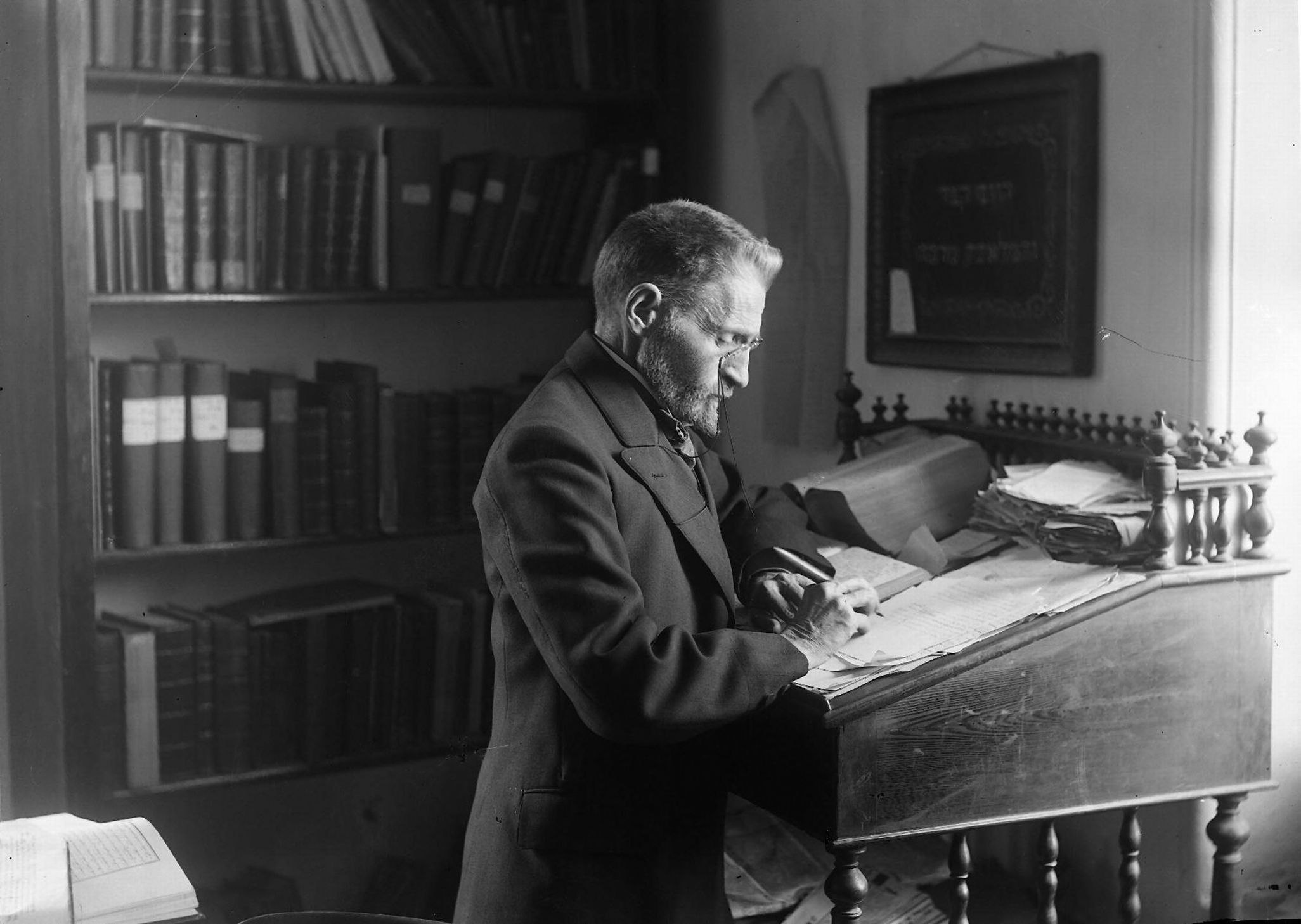
Ben-Jehuda bei der Arbeit an seinem Wörterbuch

Eliezer Ben-Jehuda, auch Elieser bzw. Ben-Yehuda [ɛliˈ(ʕ)ɛzɛʁ bɛn j(ɛ)huˈda] (hebräisch אֱלִיעֶזֶר בֶּן־יְהוּדָה, gebürtig Eliezer Jitzchak Perlman; geboren 7. Januar 1858 in Luschki, Russisches Kaiserreich; gestorben 16. Dezember 1922 in Jerusalem, Völkerbundsmandat für Palästina) war Journalist und Autor des ersten modernen hebräischen Wörterbuches, des Thesaurus totius Hebraitatis et veteris et recentioris (Band 1–8 erschienen bei Langenscheidt, Berlin-Schöneberg, 1908–1930; mit Band 18 im Jahr 1959 in Israel abgeschlossen). Er gilt als die wichtigste Kraft beim Ausbau und der Verbreitung des Hebräischen in der ersten Hälfte des 20. Jahrhunderts. Ben-Jehuda gründete 1920 die aus dem Hebräischen Sprachkomitee hervorgegangene Akademie für die Hebräische Sprache, die bis heute mit Sitz in Jerusalem tätig ist. Auf seine Initiative wurde Hebräisch im Jahr 1922 neben Englisch und Arabisch Amtssprache im damaligen britischen Mandatsgebiet Palästina. Ben-Jehuda gilt in Israel als Vater der modernhebräischen Sprache.

## Leben

### Aufwachsen in Europa

#### Kindheit in Russland
Ben-Jehuda wurde als Eliezer Jitzchak Perlman in Luschki, einer kleinen im Gouvernement Wilna gelegenen Stadt im Russischen Kaiserreich, in eine arme jüdisch-orthodoxe Familie geboren. Sein Vater, Jehuda Leib, starb, als er fünf Jahre alt war. Seine Mutter, Tzipora (Feige), heiratete erneut, die Ehe wurde jedoch nach wenigen Jahren geschieden und Eliezer aus wirtschaftlichen Gründen zu einem Onkel mütterlicherseits, David Wolfson, gegeben. Nach seiner Bar Mitzwa schickte ihn sein Onkel auf eine Jeschiwa des Rabbiners Joseph Blücker in Polazk in der Hoffnung, er werde die Rabbinerlaufbahn einschlagen. Ein Rabbiner, der Eliezer unterrichtete, machte ihn mit den Lehren der Haskala, der jüdischen Aufklärung, vertraut, und Eliezer wandelte sich zum Freidenker. Er schnitt seine Schläfenlocken ab und begann weltliche Literatur zu lesen. Als solche Bücher bei ihm entdeckt wurden, musste er die Jeschiwa verlassen. Nach einer kurzen Zeit der Wanderschaft wurde Eliezer Ben-Jehuda im Alter von vierzehn Jahren von einer jüdischen Familie in Glubokoje bei Wizebsk aufgenommen. Schlomo Jonas, der Familienvater, war ein wohlhabender Unternehmer und ermutigte Eliezer in seiner Entwicklung. Debora, die älteste Tochter der Familie, gab Ben-Jehuda zwei Jahre Sprachunterricht in Französisch, Deutsch und Russisch, was ihm den Weg auf das Gymnasium in Daugavpils (Dünaburg) ebnete. In dem Jahr, in dem er das Gymnasium abschloss, begann der Russisch-Osmanische Krieg (1877–1878), in dem er viel Enthusiasmus für die Balkanvölker aufbrachte, die um ihre Unabhängigkeit kämpften.

#### Paris und Hinwendung zum Zionismus
Ben-Jehuda begann, die Idee der nationalen Befreiung auf das jüdische Volk zu übertragen: ein eigenes Land, eine eigene Sprache. Dafür stehen exemplarisch folgende Zitate:

„Es war, als ob sich die Himmel plötzlich geöffnet hätten, ein helles, weißglühendes Licht flammte vor meinen Augen auf und eine mächtige innere Stimme dröhnte in meinen Ohren: die Wiedergeburt Israels auf dem Boden seiner Ahnen.“
„Je mehr das nationale Konzept in mir wuchs, desto mehr kam mir zu Bewusstsein, was eine gemeinsame Sprache für eine Nation bedeutet…“

Auf diesem Weg wurde Ben-Jehuda zum überzeugten Zionisten. 1877 ging er nach Paris, um an der Sorbonne Medizin zu studieren.

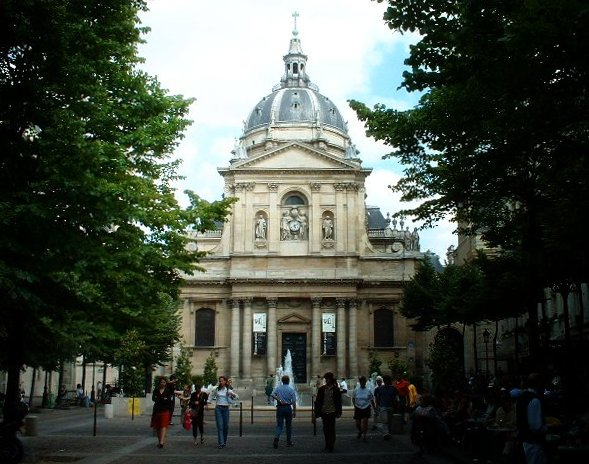
Die Sorbonne

Im dortigen intellektuellen Umfeld erwuchs seine Idee, den Gebrauch der hebräischen Sprache nicht mehr auf religiöse Themen zu beschränken, sondern es zur Alltagssprache der jüdischen Nation zu formen. Erstmals unter dem Pseudonym Eliezer Ben-Jehuda veröffentlichte er in der von Peretz Smolenskin herausgegebenen, der Haskala nehstehenden hebräischen Zeitschrift Haschachar (deutsch Die Morgenröte) ein Essay über seine politischen Vorstellungen. Darin rief er zur Einwanderung der Juden nach Palästina auf. Außerdem setzte er sich dafür ein, dort ein nationales geistiges Zentrum des Judentums aufzubauen. Hebräisch erklärte er zur Grundvoraussetzung für die nationale Einheit der Juden.
Im Winter 1878 erkrankte Ben-Jehuda an Tuberkulose und musste sein Studium abbrechen. Das wärmere Klima suchend, reiste er nach Algier. Während eines Aufenthaltes in einer Heilanstalt traf er den Jerusalemer Gelehrten Abraham Moses Luncz, der mit ihm sephardisches Hebräisch sprach. Von ihm erfuhr er, dass die Juden Jerusalems trotz verschiedener Muttersprachen auf Hebräisch miteinander kommunizieren konnten, was ihn in seinem Vorhaben, das Hebräische zur jüdischen Nationalsprache zu erheben, bestärkte.
Zurück in Paris schrieb er politische Artikel und besuchte ein Seminar der Alliance Israélite Universelle, um sich zum Ausbilder für Landwirtschaftsschulen zu qualifizieren. Dort lernte er Joseph Halévy kennen, einen frühen Befürworter der Neuschöpfung hebräischer Wörter für Begriffe und Sachverhalte, die in den überlieferten Schriften des Judentums nicht vorkamen.
Ben-Jehuda war ein Verfechter der jüdischen Besiedlung Palästinas und beschloss, selbst dorthin auszuwandern. Dies teilte er seinem früheren Gastvater, Schlomo Jonas, mit, der ihm daraufhin vorschlug, seine Tochter Debora zu heiraten. Ben-Jehuda traf sie auf dem Weg nach Palästina in Wien, und beide heirateten, bevor sie 1881 von einem Schiff vor Jaffa in die Stadt ausgebootet wurden. Er ließ sich im osmanischen Mutesarriflik Jerusalem nieder.

### Jerusalem – Palästina

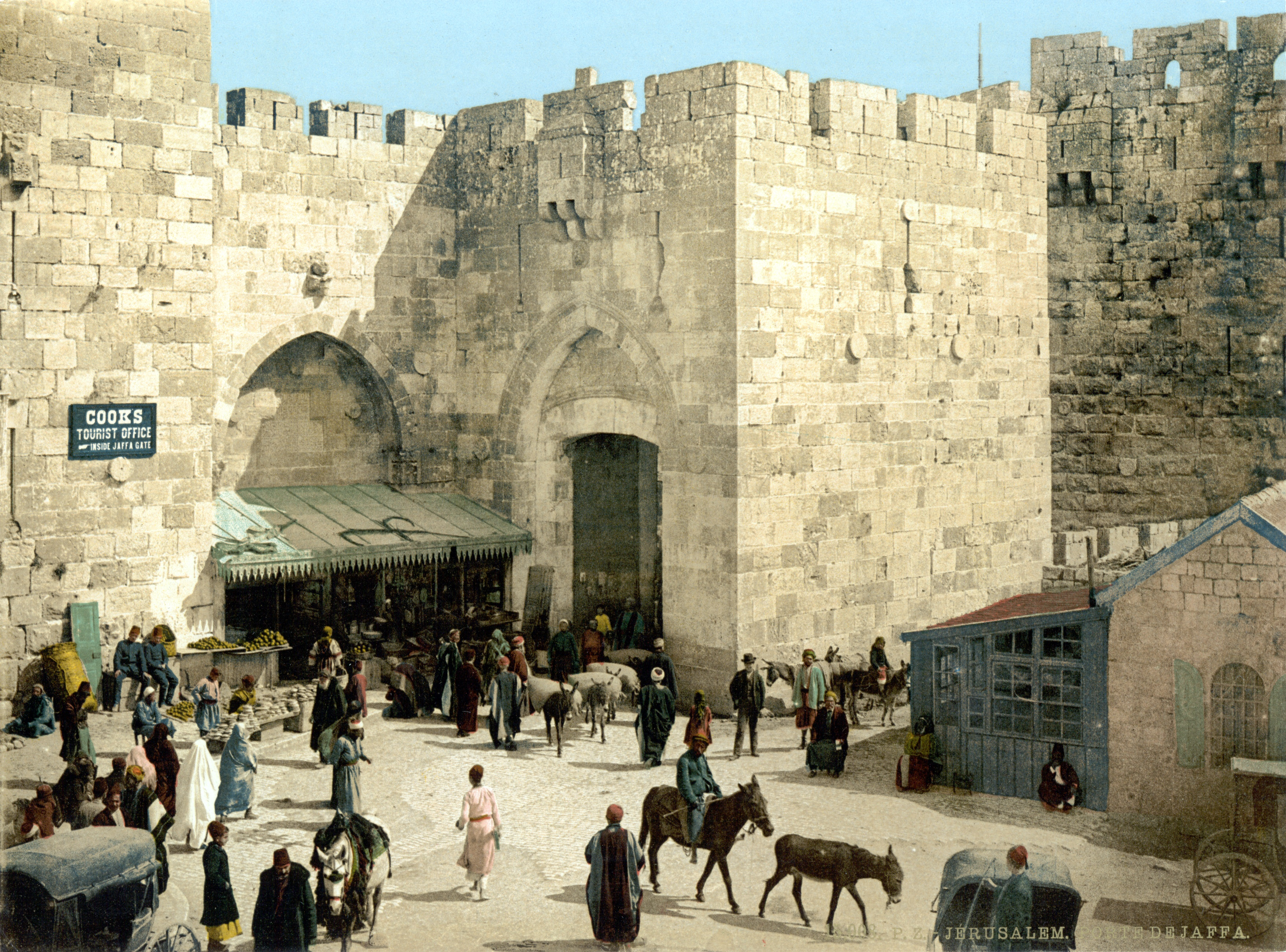
Jerusalem, Jaffator um 1900

In Jerusalem, dem Sitz des Mutesarrifen, übernahmen sie den Kleidungsstil und die Bräuche frommer Juden in der Hoffnung, auf diese Weise Einfluss auf die lokale jüdische Bevölkerung zu gewinnen, um die Verbreitung der hebräischen Sprache voranzutreiben. Lediglich in den sephardischen Gemeinden bestand bereits die Tradition, neben Djudeo-Espanyol und Arabisch Hebräisch zu sprechen, wenngleich mit einem sehr begrenzten Wortschatz.
Ben-Jehuda nahm eine Lehrerstelle an einer Schule der Alliance Israélite Universelle an, der ersten Schule, in der einige Fächer auf Hebräisch unterrichtet wurden. Auch begann er, für die wöchentlich erscheinende hebräische Literaturzeitschrift Chawatzelet (deutsch Die Lilie) zu schreiben. In der zweiten Ausgabe von 1882 klagte er, dass die Alliance Israélite Universelle russisch-jüdische Emigranten ermuntere, in die USA auszuwandern, die er als „endgültige Begräbnisstätte des Judaismus“ bezeichnete.
Ben-Jehudas erster Sohn, Ben-Zion (später änderte er seinen Namen in Itamar Ben-Avi), wurde 1882 geboren und war wahrscheinlich das erste Kind seit vielen Generationen, dessen Muttersprache Hebräisch war.

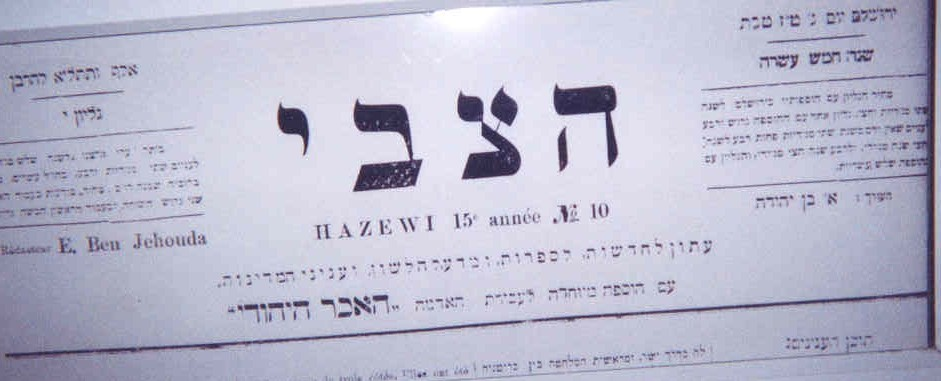
Ausgabe der Zeitung HaZewi vom 18. Dezember 1899

Ab 1884 gab Ben-Jehuda die hebräische Zeitung HaZewi (הַצְּבִי HaZvī, deutsch ‚Der Hirsch‘) heraus, die mehrere Jahrzehnte Bestand hatte und erst zu Beginn des Ersten Weltkrieges wegen der Befürwortung eines jüdischen Staates im Mutesarriflik Jerusalem und umliegenden osmanischen Gebieten von den osmanischen Behörden verboten wurde. In vielen seiner Artikel verwendete er von ihm ausgedachte Neuschöpfungen hebräischer Wörter, die so in Umlauf gebracht und von anderen Publikationen aufgegriffen wurden. Viele europäische Einwanderer, die sich außerhalb Jerusalems ansiedelten, wurden von Ben-Jehuda inspiriert, Hebräisch zu sprechen.
Zum Konflikt mit den orthodoxen Kreisen Jerusalems kam es anlässlich eines Sabbatjahrs, in dem es nach biblischer Sitte verboten war, die Felder zu bestellen oder etwas von Juden zu kaufen, die diese Tradition nicht respektierten. Wegen der Schwierigkeiten, in denen sich der Landbau zu dieser Zeit in Palästina befand, lehnte Ben-Jehuda die Erfüllung des biblischen Sabbatjahrgebotes ab, damit die Lebensmittelversorgung nicht in Gefahr geriet. Daraufhin wurden er und seine Zeitung von religiösen Kreisen geächtet, und Ben-Jehuda begann sich wieder weltlich zu kleiden und vollzog den Bruch mit dem jüdisch-orthodoxen Milieu.
Im Jahr 1890 gründete Ben-Jehuda den Vorläufer der Akademie für die Hebräische Sprache, den Waʿad haLaschon, und wurde dessen Vorsitzender. Dort vollendete er sein „vollständiges Wörterbuch“ der hebräischen Sprache, den Thesaurus totius Hebraitatis.

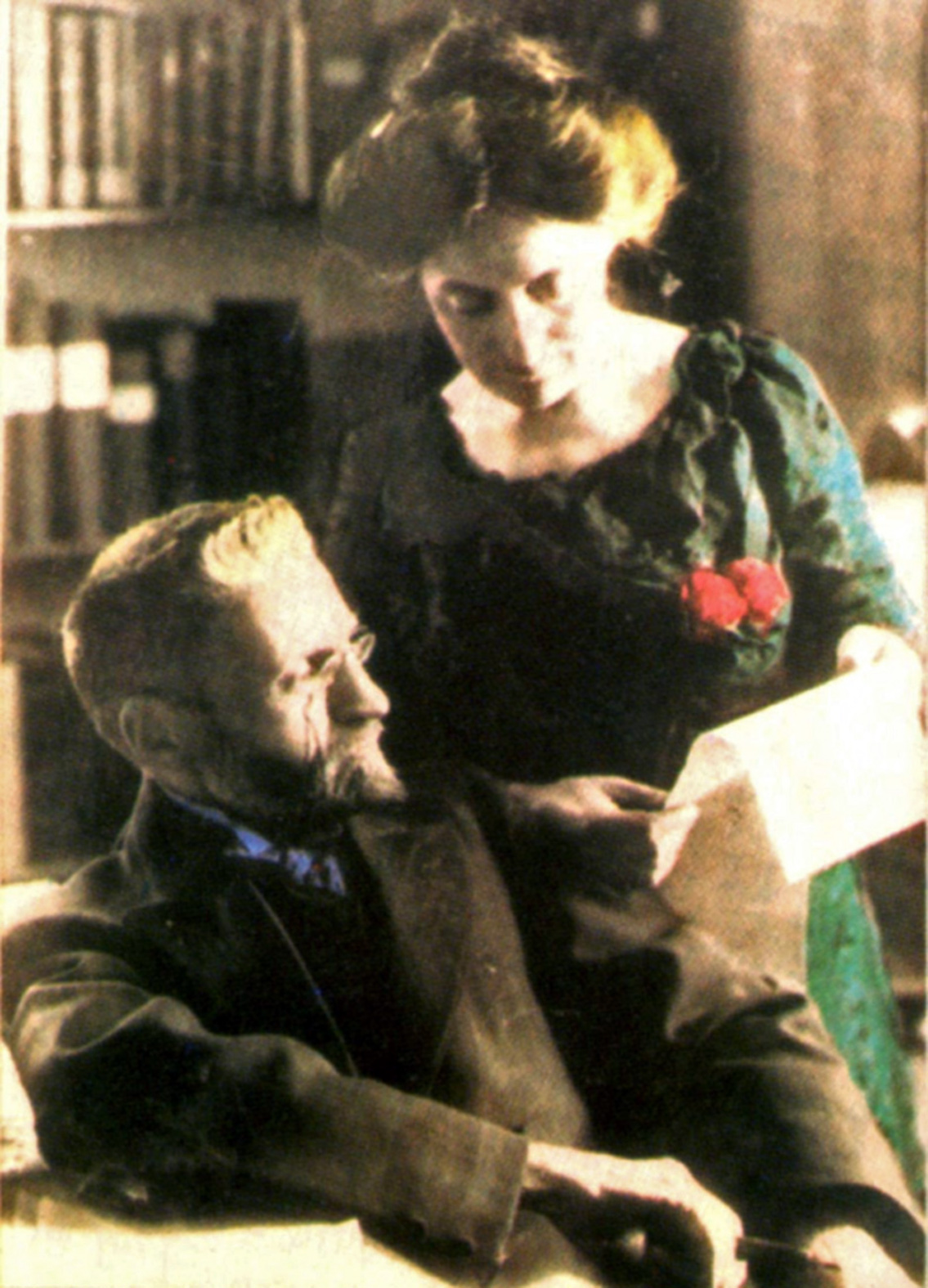
Ben-Jehuda mit seiner zweiten Frau Chemda im Jahre 1912

Im Jahr 1891 starb Ben-Jehudas Frau Deborah an Tuberkulose. Sie hinterließ sieben Kinder. Sechs Monate später besuchte ihn die 14 Jahre jüngere Schwester der Verstorbenen, Paula. Beide heirateten, woraufhin Paula ihren Namen in Chemda änderte. Unterdessen vertiefte sich der Konflikt Ben-Jehudas mit der Jerusalemer Gemeinde, deren religiösen Führern er vorwarf, einen Teil der Spendengelder, von denen die Gemeinden lebten, für ihren persönlichen Gebrauch zu entwenden.
1894 veröffentlichte Ben-Jehuda einen Aufsatz seines Schwiegervaters, der den Satz „Lasst uns unsere Kräfte bündeln und voranschreiten“ enthielt. Die osmanischen Behörden sahen darin einen Aufruf zur Rebellion und nahmen Ben-Jehuda in Haft. Durch Bestechung und internationale Intervention kam er frei, jedoch durfte er ein Jahr lang nicht publizieren.
Ben-Jehuda unterstützte Theodor Herzl, der auf dem Zionistenkongress 1903 in Basel für das britische Uganda-Programm warb, und erntete dafür heftigen Widerspruch bei den jüdischen Immigranten in Palästina. Zugleich wandte sich Ben-Jehuda wieder der Redaktion seines Wörterbuchs zu. Für seine Forschungen reiste er zu den Nationalbibliotheken und Museen mehrerer europäischer Hauptstädte. Von 1908 an wurden die ersten Bände des Wörterbuchs von der Langenscheidtschen Verlagsbuchhandlung in Berlin herausgegeben.
Den Ersten Weltkrieg verbrachten Ben-Jehuda und seine Familie in den Vereinigten Staaten (1915 bis 1919). Nach der Rückkehr nach Jerusalem gelang es ihm am 29. November 1922, Herbert Samuel, den Hochkommissar des britischen Völkerbundsmandats für Palästina zu überzeugen, Hebräisch zur Amtssprache Palästinas neben Arabisch und Englisch zu erheben.
Eliezer Ben-Jehuda starb am 16. Dezember 1922 in Jerusalem und wurde auf dem jüdischen Friedhof am Ölberg bestattet. Er ging als Vater des modernen Hebräisch in die Geschichte des Staates Israel ein. Eliezer Ben-Jehuda hat maßgeblich dazu beigetragen, das Hebräische, das seit etwa 200 n. Chr. nahezu ausschließlich als Sakralsprache verwendet worden war, als Alltags- und Muttersprache der Juden in Palästina bzw. Israel wiederzubeleben.
Nach seinem Tod führten seine Witwe und sein Sohn Ehud die Bearbeitung seines Manuskripts fort. Die Veröffentlichung aller 18 Bände seines Wörterbuches kam im Jahr 1959 zum Abschluss. Heute tragen Straßen in israelischen Ortschaften und Städten Ben-Jehudas Namen.

## Ben-Jehuda-Haus in Jerusalem
Das Haus, das Ben Yehuda im südlichen Vorort Talpiot bauen ließ und in dem später seine Witwe lebte, wird heute von der Aktion Sühnezeichen Friedensdienste als Länderzentrale und internationale Begegnungsstätte (Beit Ben Yehuda) genutzt. Der Ort ist zu einem Treffpunkt zwischen Deutschen und Israelis geworden; die Aktion Sühnezeichen betreibt dort eine Jugendherberge und veranstaltet Hebräischsprachkurse.